# 500 miles d'Indianapolis 2010
Les 500 miles d'Indianapolis 2010 se sont déroulés le dimanche 30 mai 2010 sur l'Indianapolis Motor Speedway.

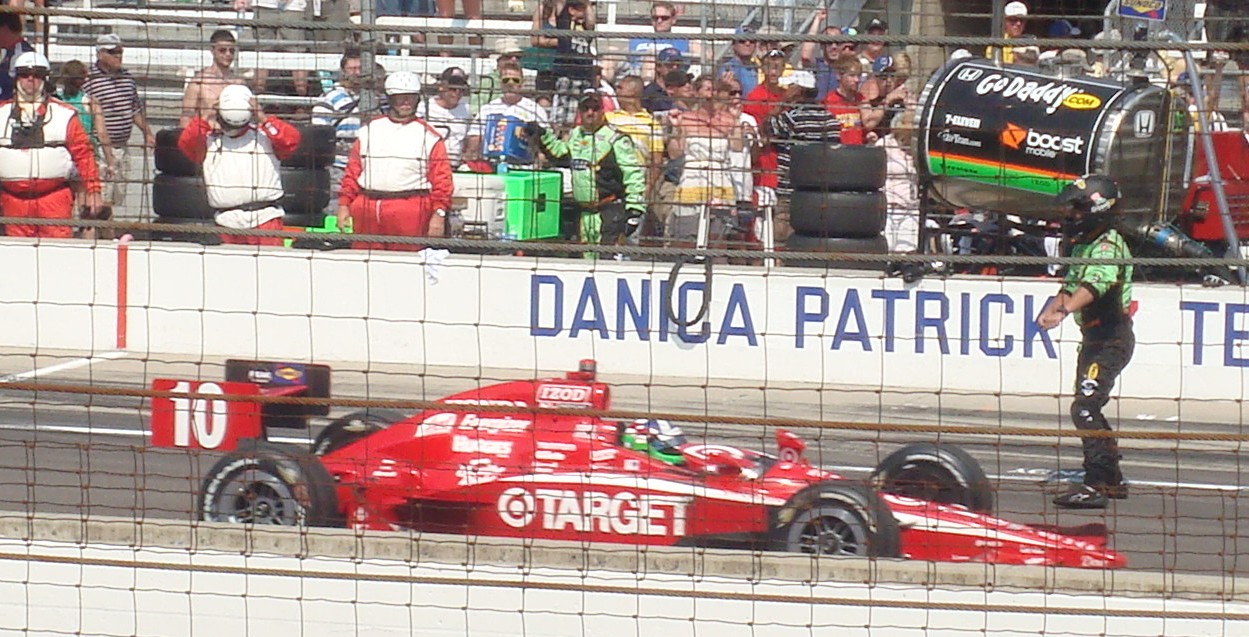
Dario Franchitti gagne ses seconds 500 miles d'Indianapolis

## Grille de départ
| Ligne | Intérieur           | Milieu           | Extérieur          |
| 1     | Hélio Castroneves   | Will Power       | Dario Franchitti   |
| 2     | Ryan Briscoe        | Alex Tagliani    | Scott Dixon        |
| 3     | Graham Rahal        | Ed Carpenter     | Hideki Mutoh       |
| 4     | Townsend Bell       | Justin Wilson    | Raphael Matos      |
| 5     | Mario Moraes        | Davey Hamilton   | Mike Conway        |
| 6     | Marco Andretti      | Ryan Hunter-Reay | Dan Wheldon        |
| 7     | Ernesto Viso        | Tomas Scheckter  | Ana Beatriz        |
| 8     | Simona De Silvestro | Danica Patrick   | Bertrand Baguette  |
| 9     | Bruno Junqueira     | Alex Lloyd       | Mario Romancini    |
| 10    | John Andretti       | Sarah Fisher     | Vitor Meira        |
| 11    | Takuma Satō         | Tony Kanaan      | Sebastian Saavedra |

- La pole a été réalisée par Hélio Castroneves avec une moyenne de 366,884 km/h sur 4 tours.

## Classement final
| no | Pilote                  | Voiture       | Équipe                   | Tours | Temps/abandon        | Points |
| 1  | Dario Franchitti        | Dallara-Honda | Chip Ganassi Racing      | 200   | 3 h 05 min 37 s 0131 | 52     |
| 2  | Dan Wheldon             | Dallara-Honda | Panther Racing           | 200   |                      | 40     |
| 3  | Marco Andretti          | Dallara-Honda | Andretti Autosport       | 200   |                      | 35     |
| 4  | Alex Lloyd              | Dallara-Honda | Dale Coyne Racing        | 200   |                      | 32     |
| 5  | Scott Dixon             | Dallara-Honda | Chip Ganassi Racing      | 200   |                      | 30     |
| 6  | Danica Patrick          | Dallara-Honda | Andretti Autosport       | 200   |                      | 28     |
| 7  | Justin Wilson           | Dallara-Honda | Dreyer & Reinbold Racing | 200   |                      | 26     |
| 8  | Will Power              | Dallara-Honda | Team Penske              | 200   |                      | 24     |
| 9  | Hélio Castroneves       | Dallara-Honda | Team Penske              | 200   |                      | 22     |
| 10 | Alex Tagliani           | Dallara-Honda | FAZZT Race Team          | 200   |                      | 20     |
| 11 | Tony Kanaan             | Dallara-Honda | Andretti Autosport       | 200   |                      | 19     |
| 12 | Graham Rahal            | Dallara-Honda | Rahal Letterman Racing   | 200   |                      | 18     |
| 13 | Mario Romancini (R)     | Dallara-Honda | Conquest Racing          | 200   |                      | 17     |
| 14 | Simona de Silvestro (R) | Dallara-Honda | HVM Racing               | 200   |                      | 16     |
| 15 | Tomas Scheckter         | Dallara-Honda | Dreyer & Reinbold Racing | 199   |                      | 15     |
| 16 | Townsend Bell           | Dallara-Honda | Sam Schmidt Racing       | 199   |                      | 14     |
| 17 | Ed Carpenter            | Dallara-Honda | Panther Racing           | 199   |                      | 13     |
| 18 | Ryan Hunter-Reay        | Dallara-Honda | Andretti Autosport       | 198   | Accident             | 12     |
| 19 | Mike Conway             | Dallara-Honda | Dreyer & Reinbold Racing | 198   | Accident             | 12     |
| 20 | Takuma Satō (R)         | Dallara-Honda | KV Racing                | 198   |                      | 12     |
| 21 | Ana Beatriz (R)         | Dallara-Honda | Dreyer & Reinbold Racing | 196   | Accident             | 12     |
| 22 | Bertrand Baguette (R)   | Dallara-Honda | Conquest Racing          | 183   |                      | 12     |
| 23 | Sebastian Saavedra (R)  | Dallara-Honda | Bryan Herta Racing       | 159   | Accident             | 12     |
| 24 | Ryan Briscoe            | Dallara-Honda | Team Penske              | 147   | Accident             | 12     |
| 25 | Ernesto Viso            | Dallara-Honda | KV Racing                | 139   | Accident             | 10     |
| 26 | Sarah Fisher            | Dallara-Honda | Sarah Fisher Racing      | 125   | Accident             | 10     |
| 27 | Vitor Meira             | Dallara-Honda | A. J. Foyt Enterprises   | 105   | Accident             | 10     |
| 28 | Hideki Mutoh            | Dallara-Honda | Newman/Haas Racing       | 112   | Transmission         | 10     |
| 29 | Raphael Matos           | Dallara-Honda | De Ferran Dragon Racing  | 72    | Accident             | 10     |
| 30 | John Andretti           | Dallara-Honda | Andretti Autosport       | 62    | Accident             | 10     |
| 31 | Mario Moraes            | Dallara-Honda | KV Racing                | 17    | Accident             | 10     |
| 32 | Bruno Junqueira         | Dallara-Honda | FAZZT Race Team          | 7     | Accident             | 10     |
| 33 | Davey Hamilton          | Dallara-Honda | De Ferran Dragon Racing  | 0     | Accident             | 10     |

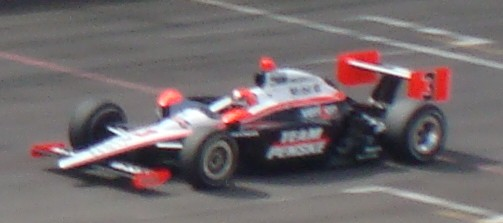
Hélio Castroneves, le poleman, ne finira seulement que 9e

Un (R) indique que le pilote était éligible au trophée du "Rookie of the Year" (meilleur débutant de l'année), attribué à Mario Romancini.